# Bolboceratinae
Sous-famille
Les Bolboceratinae sont une sous-famille d'insectes coléoptères. C'est l'une des deux sous-familles des géotrupidés. Elle comprend 2 genres en France : Bolbelasmus et Bolboceras.

## Liste des tribus
- tribu des Athyreini
- tribu des Bolbelasmini
- tribu des Bolboceratini
- tribu des Bolbochromini
- tribu des Eubolbitini
- tribu des Eucanthini
- tribu des Gilletinini
- tribu des Odonteini
- tribu des Stenaspidiini